# Cardepia helix
Cardepia helix är en fjärilsart som beskrevs av Charles Boursin 1962. Cardepia helix ingår i släktet Cardepia och familjen nattflyn. Inga underarter finns listade i Catalogue of Life.